# ПФК Локомотив (Стара Загора)
Вижте пояснителната страница за други значения на локомотив.
ФК „Локомотив“ е вторият по известност футболен клуб от Стара Загора.
Основан е на 23 юли 1935 г. като ЖСК (Железничарски спортен клуб).
Имена: ЖСК (от учредяването си до 1945 г.), Локомотив (от 1945 до 1949 г.), Eнергия (1949 г. – за 3 дни), Торпедо (от 1949 до 1950 г.), Локомотив (от 1951 до 1959 г.). През 1959 г. старозагорските Локомотив и Ботев са обединени под името Берое, което става единственото дружество за физическа култура и спорт в града. Въпреки че организационно влизат в структурата на Берое, „железничарите“ запазват своята идентичност. Първоначално като ЖФК (Железничарски футболен клуб), а от 1963 г. отново като Локомотив. През лятото на 1998 г. с участието на хора от ръководствата и състезатели на едноименния футболен клуб и на Аскент (Гурково) се формира Берое 2000 (Стара Загора). Паралелно с него Локомотив и Аскент продължават да съществуват. Две години по-късно Берое 2000, който от средата на 1999 г. премества седалището си и играе в гр. Казанлък, се слива със старозагорския Локомотив. В началото на юли 2004 г. с „железничарите“ се слива и друг местен отбор – Берое Юнион (Стара Загора), основан през август 2000 г.
На 3 август 2009 г. Локомотив (Стара Загора), заел 11-то място през изминалия сезон, се отказва от участие, след изтегляне на програмата за новия сезон в Източната "Б" група. След няколко опита за възстановяване, през 2012 г. на практика клубът е разсформирован.
На 25.08.2022 г. детско-юношеската футболна школа Олимпия (Стара Загора) сменя името си на Локомотив (Стара Загора) и създава мъжки футболен отбор.

## Исторически факти
Клубът е играл с успех в Б група на България. Има записани много престижни победи в своите 15 участия в Б група на България. 
Първото участие на Локомотив в Б група е през 1950 година и завършва на трето място. Едва през 1953 година Берое (тогава Ударник) записва първо участие в Б група. Много известни и силни футболисти в цяла България са играли в Локомотив – сред тях са: Христо Колев – Бижата, Никола Богданов – Муратлиеца, Генчо Узунов – Бански, Христо Божинов – Мекика, Васил Кънчев – Боба, Димитър Панайотов – Кирянката, Минко Стоев – Гарсона, Стефан Стефанов – Томито, Димитър Златев – Фъша и много други. 
През 1952 година отборът е на крачка от влизане в А РФГ на България. Локомотив е бил в челото на единната Б група (тогава в А група влизат първите 5 отбора от Б група). Но по напълно скандален начин, несправедливо и незаслужено Локомотив е изваден от Б група след XXII кръг заедно с отбора на Торпедо (Русе) заради инцидент с публиката в град Русе по време и след срещата Торпедо – Локомотив 0:1. Така пропада златната възможност старозагорските железничари да станат първият старозагорски тим записал участие в А РФГ. 

## Наименования
- ЖСК (1935 – 1946)
- Локомотив (1946 – 1949)
- Енергия (1949)
- Торпедо (1949 – 1950)
- Локомотив (от 1951)

## Настоящ отбор
към 11 септември 2022 г.
| No. | Pos. | Nation | Player            |
| --- | ---- | ------ | ----------------- |
| 1   | GK   | BUL    | Павлин Желев      |
| 2   | DF   | BUL    | Симеон Петков     |
| 3   | DF   | BUL    | Кристиян Атанасов |
| 4   | DF   | BUL    | Петко Георгиев    |
| 5   | DF   | BUL    | Павел Александров |
| 6   | MF   | BUL    | Иван Тилев        |
| 7   | MF   | BUL    | Александър Петров |
| 8   | MF   | BUL    | Мартин Аргиров    |
| 9   | FW   | BUL    | Боян Пенев        |
| 10  | DF   | BUL    | Мартин Димитров   |
| 11  | MF   | BUL    | Иван Неделчев     |
| 12  | FW   | BUL    | Златко Желязков   |

| No. | Pos. | Nation | Player            |
| --- | ---- | ------ | ----------------- |
| 13  | FW   | BUL    | Добромир Стратиев |
| 14  | DF   | BUL    | Емил Вълчев       |
| 15  | MF   | BUL    | Николай Станев    |
| 16  | DF   | BUL    | Велизар Великов   |
| 17  | MF   | BUL    | Кристиян Стоянов  |
| 18  | MF   | BUL    | Петър Пенев       |
| 19  | FW   | BUL    | Ради Стайков      |
| 20  | FW   | BUL    | Кирил Кирев       |
| 21  | FW   | BUL    |                   |
| 22  | FW   | BUL    |                   |
| 23  | FW   | BUL    |                   |
| 99  | GK   | BUL    | Радослав Стефанов |

## По-известни футболисти
- Ивайло Стефанов
- Петко Винков
- Иван Канев
- Николай Топузаков
- Николай Демирев
- Христо Колев
- Никола Богданов
- Генчо Узунов
- Христо Божинов
- Васил Кънчев
- Димитър Панайотов
- Минко Стоев
- Стефан Стефанов
- Димитър Златев
- Мартин Хубенов

## Треньорски щаб
- Паоло Драголов – старши треньор
- Росен Тонев – помощник-треньор
- Ради Стайков – играещ помощник-треньор

## Успехи
- Първенец (1-во място) на ОГ Стара Загора през 2024 г.
- 8-мо място в Държавното първенство през 1937 г.
- 2-ро място в Югоизточната Б група през 1956 г.
- 3-то място в Югоизточната Б група през 1954 и 1955 г.
- 6-то място в Южната Б група през 1967 г.
- 7-мо място в Южната Б група през 1958 г.
- 8-мо място в Б група през 1951 г.

• 1/16-финалист за Националната купа (като Купа на Съветската армия) през 1968/69 г. (отпада от отбора на „Тракия“ – днес „Ботев“, Пловдив, след загуби с 0:2 и 1:3)
• 1/16-финалист за Националната купа през 2004/05 г. (отпада от „Светкавица“, Търговище след загуба с 1:5)
Баланс в Б РФГ:
- 15 сезона;
- 378 шампионатни срещи;
- победи – 128;
- равенства – 74;
- загуби – 176;
- спечелени точки – 340 т.;
- голова разлика – 466:603;
- 4 пъти Железничарски шампион на България – през 1937, 1939, 1948 и 1951 г.

Баланс в Дербито на Стара Загора (шампионатни и турнирни срещи след 1944 г.):
- 14 срещи;
- победи за Локомотив – 5;
- равенства – 2;
- победи за Берое – 7;
- голова разлика – 16:22;

## Cезон по-сезон
Историята на Локомотив Стара Загора сезон по-сезон:
- Основан на 23 юли 1935 г. под името ЖСК.
- Сезон 1935/36 – печели "А" група на Старозагорския шампионат, но губи баража от победителя в "Б" група на Старозагорския шампионат Светослав (Стара Загора)
- Сезон 1936/37 – печели "А" група на Старозагорския шампионат и побеждава победителя от Б група Светослав (Стара Загора) и се класира за Държавното първенство.

```
 I кръг Държавно първенство (еквивалент на А група: Хаджи Славчев (Павликени) - ЖСК 3:0
```

- Сезон 1937/38 – 4-то място в "Б" група на Старозагорския шампионат
- Сезон 1938/39 – печели "Б" група на Старозагорския шампионат и побеждава победителя от "А" група Траяна (Стара Загора).

```
 Борислав (Първомай) - ЖСК 4:1 в I кръг на междуобластен турнир за попълване на националната дивизия
```

- Сезон 1939/40 – 2-ро място в Старозагорския шампионат (обединена група)
- Сезон 1940/41 – 8-о място в Южнобългарска дивизия
- Сезон 1941/42 – няма Старозагорско първенство, а ЖСК отказва да се присъедени към южната дивизия
- Сезон 1942/43 – 3-то място в Старозагорския шампионат
- Сезон 1943/44 – 1-во място в Старозагорския шампионат

```
 I кръг на държавното първенство 
 ЖСК - Ботев (Ямбол) 5:1; Ботев (Ямбол) - ЖСК 2:3
 II кръг:
 ЖСК - Левски (Бургас) 0:2; Левски (Бургас) - ЖСК 3:0 (служебно)
```

- Сезон 1944/45 – 1-во място в Старозагорския шампионат

```
 Предварителен кръг за държавното първенство:
 02.09.1945 г. Борислав (Първомай) - ЖСК 3:3 (след продължения)
 03.09.1945 г. Борислав (Първомай) - ЖСК 1:0 (преиграване)
 В края на 1945 г. ЖСК се преименува на Локомотив.
```

- Сезон 1945/46 – 1-во място Старозагорския шампионат; 2-ро място във финалната фаза на Старозагорската администрация, след отбора на Родина (Хасково); 2-ро място за КСА /Старозагорска област/
- Сезон 1946/47 – 1-во място в Старозагорския шампионат

```
 Левски (село Раднево) - Локомотив (Стара Загора) 0:3 /околийски финал/
 Локомотив-Динамо (Хасково) 4:1 областен финал
 Динамо (Хасково) - Локомотив 0:3, областен финал /реванш/
 Левски (Пловдив) - Локомотив 2:1, Държавно първенство - I кръг
```

- Сезон 1947/48 – 1-во място в Старозагорската дивизия

```
 I кръг на Държавното първенство  
 ТВП (Варна) - Локомотив (Стара Загора) 1:1
 Локомотив (Стара Загора) - ТВП (Варна) 2:6
```

- Сезон 1948/49 – 1-ви в Маришката група (съвремените области Стара Загора, Хасково и Кърджали).

```
 На 20 април 1949 г. се обединяват Левски (Стара Загора) и Локомотив (Стара Загора) под името "Шипка".
 7 място в междузоновата дивизия (под името Шипка)
```

- Сезон 1949 – след II кръг на "А" група и III кръг на ""Б" група шампионатите са прекратени.
- Сезон 1950 – 3-то място в южната "Б" група. Локомотив се състезава под името Торпедо.
- Сезон 1951 – 8-мо място в единна "Б" група
- Сезон 1952 – Отборът на Локомотив е изваден от "Б" група заедно с отбора на Торпедо (Русе), заради ексцесии между привържениците на двата отбора в Русе. Така Локомотив изпуска шанса да влезе в "А" група.
- Сезон 1953 – 1-во място в окръжната дивизия и завръщане в "Б" група.
- Сезон 1954 – 3-то място в Югоизточна "Б" група
- Сезон 1955 – 3-то място в Югоизточна "Б" група
- Сезон 1956 – 2-ро място в Югоизточна "Б" група
- Сезон 1957 – 13-то място в Югоизточна "Б" група
- Сезон 1958 – 7-мо място в Южна "Б група

```
 Локомотив (Стара Загора) - Работнички (Скопие) 1:1
```

- Сезон 1958/59 – Локомотив започва сезона в Южната "Б" група, но след обединението на Локомотив и Ботев (в Берое) до края на сезона се присъждат служебни загуби с 3:0.
- Сезон 1959/60 – преди началото на сезона Локомотив е възстановен под името ЖФК (Железничарски физкултурен колектив). Отборът печели "А" окръжна и играе бараж за влизане в зоните: ВВС (Граф Игнатиево) - ЖФК 1:1; ЖФК - ВВС (Граф Игнатиево) 3:1
- Сезон 1960/61 – 13-то място в Зона Загоре
- Сезон 1961/62 – 12-то място в Зона Загоре (последен)
- Сезон 1962/63 – 4-то място в Зона Загоре

```
 След края на сезона ЖФК е преименуван на Локомотив.
```

- Сезон 1963/64 – 3-то място в Зона Загоре
- Сезон 1964/65 – 2-ро място в Зона Загоре
- Сезон 1965/66 – 1-во място в Зона Загоре
- Сезон 1966/67 – 6-то място в Южна Б група
- Сезон 1967/68 – 19-то място в Южна Б група (изпада)
- Сезон 1968/69 – 3-то място в Зона Загоре
- Сезон 1969/70 – 4-то място в Зона Загоре
- Сезон 1970/71 – 3-то място в Зона Загоре
- Сезон 1971/72 – 8-мо място в Зона Загоре
- Сезон 1972/73 – 10-то място в Зона Загоре
- Сезон 1973/74 – 4-то място в Зона Загоре
- Сезон 1974/75 – "А" окръжна

```
 КСА: Локомотив (Стара Загора) - Берое 1:6
```

- Сезони 1975/76; 1976/77; 1977/78; 1978/79; 1979/80; 1980/81; 1981/82 и 1982/83 – Локомотив (Стара Загора) се състезава в "А" окръжна група.
- Сезон 1983/84 – 9-то място във "В" група
- Сезон 1984/85 – 1-во място в "А" окръжна
- Сезон 1985/86 – 11-то място във "В" група
- Сезон 1986/87 – 16-то място във "В" група
- Сезон 1987/88 – 1-во място във "В" група
- Сезон 1988/89 – 10-то място в "Б" група
- Сезон 1989/90 – 18-то място в "Б" група (изпада)
- Сезон 1990/91 – 16-то място във "В" група (последен)
- Сезон 1991/92 – 16-то място във "В" група (последен) (Локомотив се обединява с Хранинвест под името "Локомотив-Хранинвест" на полусезона)
- Сезон 1992/93 – 2-ро място в Областна група - Стара Загора (като Локомотив)
- Сезон 1993/94 – 13-то място във "В" група
- Сезон 1994/95 – 3-то място в Областна група - Стара Загора
- Сезон 1995/96 – 7-мо място в Областна група - Стара Загора
- Сезон 1996/97 – 3-то място в Областна група - Стара Загора
- Сезон 1997/98 – 1-во място в Областна група - Стара Загора

```
 
Купа на Аматъорската лига: Локомотив Стара Загора - Берое 1:0

 Локомотив губи баража за влизане във "В" група от Топлика (Минерални бани) с 3:5 след дузпи. В края на сезона Локомотив (Стара Загора) и Аскент (Гурково) се обединяват под името Берое 2000. Въпреки обединението двата клуба продължават самостоятелното си съществувне.
```

- Сезон 1998/99 – 2-ри в Областна група - Стара Загора

```
 Берое 2000 завършва 1-ви в Югоизточна "В" група
```

- Сезон 1999/00 – 5-ти в Областна група - Стара Загора

```
 Берое 2000 завършва на 16-то място в "Б" група (последен, изпада). След края на сезона Берое 2000 се обединява с Локомотив (Стара Загора).
```

- Сезон 2000/01 – 15-то място във "В" група
- Сезон 2001/02 и 2002/03 – играе в Областна група - Стара Загора.
- Сезон 2003/04 – 6-то място в Областна група - Стара Загора.

```
 На 01.08.2004 г. Локомотив се обединява с Берое Юнион под името Локомотив.
```

- Сезон 2004/05 – 7-мо място в Югоизточна "В" група
- Сезон 2005/06 – 2-ро място в Югоизточна "В" група (влиза в "Б" група)
- Сезон 2006/07 – 14-то място в Източна "Б" група (последен, изпада)
- Сезон 2007/08 – 1-во място в Югоизточна "В" група
- Сезон 2008/09 – 11-то място в Източна "Б" група
- Сезон 2009/10 – Локомотив не започва сезона в Източна "Б" група, поради финансови причини и мъжкият отбор е разформирован.
- Сезон 2010/11 – Клубът развива се само ДЮШ.
- Сезон 2011/12 – На полусезона в ОФГ Стара Загора на мястото на отказалия се Сокол 2009 (Еленино) играе Локомотив.
- След края на сезон 2011/12 Локомотив официално прекратява съществуването си.